# Liste der Monuments historiques in Walbourg
Die Liste der Monuments historiques in Walbourg führt die Monuments historiques in der französischen Gemeinde Walbourg auf.

## Liste der Bauwerke
| Bezeichnung                | Beschreibung                                                                     | Standort               | Kennzeichnung | Schutzstatus | Datum     | Bild           |
| -------------------------- | -------------------------------------------------------------------------------- | ---------------------- | ------------- | ------------ | --------- | -------------- |
| Klosterkirche Ste-Walburge | ab dem frühen 12. Jahrhundert, Chor bezeichnet 1456, Glasfenster bezeichnet 1461 | Rue de l’Église (Lage) | PA00085208    | Classé       | 1886 1898 | weitere Bilder |

## Liste der Objekte
| Bezeichnung                                 | Beschreibung | Standort                                | Kennzeichnung | Schutzstatus | Datum | Bild           |
| ------------------------------------------- | --- | --------------------------------------- | ------------- | ------------ | ----- | -------------- |
| Kanzel                                      | Holz, Anfang des 18. Jahrhunderts                                                                                     | in der Kirche Ste-Walburge (Lage)       | PM67000421    | Classé       | 1970  | weitere Bilder |
| Kelch                                       | Silber, vergoldet, 18. Jahrhundert                                                                                    | in der Kirche Ste-Walburge (Lage)       | PM67000426    | Classé       | 1970  |                |
| Grabstein des Priesters Hartmann            | Sandstein, 1352 | vor der Kirche Ste-Walburge (?) (Lage)  | PM67001387    | Inscrit      | 1999  |                |
| Kruzifix                                    | Holz, farbig gefasst, Ende des 16. Jahrhunderts                                                                       | in der Kirche Ste-Walburge (Lage)       | PM67000428    | Classé       | 1970  | weitere Bilder |
| Orgel                                       | 1832 von Martin Wetzel gebaut                                                                                         | in der Kirche Ste-Walburge (Lage)       | PM67001146    | Inscrit      | 1999  | weitere Bilder |
| Orgelprospekt                               | 1832 von Martin Wetzel gebaut                                                                                         | in der Kirche Ste-Walburge (Lage)       | PM67001147    | Inscrit      | 1999  | weitere Bilder |
| Skulptur Madonna mit Kind                   | Holz, farbig gefasst und vergoldet, 18. Jahrhundert                                                                   | in der Kirche Ste-Walburge (Lage)       | PM67000424    | Classé       | 1970  |                |
| Vier Heiligenskulpturen                     | Darstellungen der heiligen Agnes, Barbara, Benedikt und Walburga; Holz, farbig gefasst, um 1485 von Klemens von Baden | in der Kirche Ste-Walburge (Lage)       | PM67000430    | Classé       | 1972  |                |
| Zwei Skulpturen                             | Darstellungen von Jakobus dem Jüngeren und Philippus; Holz, farbig gefasst, Ende des 15. Jahrhunderts                 | in der Kirche Ste-Walburge (Lage)       | PM67000431    | Classé       | 1975  |                |
| Chorbänke                                   | Eichen- und Tannenholz, Ende des 15. Jahrhunderts                                                                     | in der Kirche Ste-Walburge (Lage)       | PM67000432    | Classé       | 1982  | weitere Bilder |
| Drei Wandmalereien: Apostel                 | aus dem 15. Jahrhundert                                                                                               | in der Kirche Ste-Walburge (Lage)       | PM67000433    | Classé       | 1898  | weitere Bilder |
| Skulptur Madonna mit Kind                   | Holz, farbig gefasst, Ende des 15. Jahrhunderts                                                                       | in der Kirche Ste-Walburge (Lage)       | PM67000422    | Classé       | 1970  | weitere Bilder |
| Marienaltar                                 | Altartisch, Retabel und Skulptur; Holz, Anfang des 19. Jahrhunderts; Skulptur von 1770                                | in der Kirche Ste-Walburge (Lage)       | PM67000423    | Classé       | 1970  | weitere Bilder |
| Reliquiar der heiligen Walburga             | Bronze, vergoldet, Ende des 18. Jahrhunderts                                                                          | in der Kirche Ste-Walburge (Lage)       | PM67000425    | Classé       | 1970  |                |
| Sechs Altarleuchter                         | Holz, vergoldet, 18. Jahrhundert                                                                                      | in der Kirche Ste-Walburge (Lage)       | PM67000427    | Classé       | 1970  |                |
| Walburga-Altar                              | Altartisch, Tabernakel, Retabel und Skulptur; Holz, Anfang des 19. Jahrhunderts                                       | in der Kirche Ste-Walburge (Lage)       | PM67000429    | Classé       | 1970  | weitere Bilder |
| Grabstein des Abtes Burkhard von Mullenheim | Sandstein, 1479 | in der Kirche Ste-Walburge (Lage)       | PM67000867    | Classé       | 2000  |                |
| Grabstein des Abtes Petrus Schwartz         | Sandstein, 1519 | in der Kirche Ste-Walburge (Lage)       | PM67000868    | Classé       | 2000  |                |
| Grabdenkmal für Katharina Saglio (?)        | Sandstein, um 1805 | außen an der Kirche Ste-Walburge (Lage) | PM67001386    | Inscrit      | 1999  |                |